# Colliers
Colliers es un pueblo canadiense situado en la provincia de Terranova y Labrador.

## Superficie
Colliers tiene una superficie de 26,24 km².

## Demografía
En 2021, tenía 613 habitantes, una densidad poblacional de 23,4 hab./km², y 414 viviendas.